# Ulrike Ravens-Sieberer
Ulrike Ravens-Sieberer (* 29. Juni 1964) ist eine deutsche Psychologin und Hochschullehrerin am Universitätsklinikum Hamburg-Eppendorf der Universität Hamburg.

## Leben
Ravens-Sieberer studierte Psychologie an der Ludwig-Maximilians-Universität München, wo sie 1992 ihr Diplom erwarb. Ab 1995 arbeitete sie als wissenschaftliche Mitarbeiterin am Institut für Psychosomatische Medizin der Technischen Universität München. 1996 erwarb sie an der LMU München den Titel Master of Public Health und wurde dort ein Jahr später mit der Schrift Lebensqualität und Krankheitsbewältigung bei jugendlichen Dialysepatienten zur Dr. phil. promoviert. Anschließend widmete sie sich als wissenschaftliche Mitarbeiterin am Institut für Medizinische Psychologie des Universitätsklinikums Hamburg-Eppendorf ihrer Habilitation, die sie 2002 abschloss. Bereits 1999 war Ravens-Sieberer als Psychologische Psychotherapeutin, Erwachsenen- sowie Kinder- und Jugendpsychotherapeutin approbiert. Von 2000 bis 2006 leitete sie die epidemiologische Nachwuchsforschungsgruppe „Indikatoren subjektiver Kinder- und Jugendgesundheit“ am Robert Koch-Institut in Berlin. Daneben war sie von 2004 bis 2005 Forschungsbeauftragte für Child Health am WHO-Regionalbüro Europa der Weltgesundheitsorganisation und von 2005 bis 2006 Gastprofessorin für Klinische und Gesundheitspsychologie an der Freien Universität Berlin. Seit 2006 ist sie Mitglied der Deutschen Gesellschaft für Kinder- und Jugendpsychiatrie, Psychosomatik und Psychotherapie und der Deutschen Gesellschaft für Psychologie.
2007 wurde Ravens-Sieberer als ordentliche Professorin für Gesundheitswissenschaften mit Schwerpunkt Psychosoziale Versorgung an die Universität Bielefeld berufen. Bereits 2008 wechselte sie auf den Lehrstuhl für Gesundheitswissenschaften, Gesundheitspsychologie und Versorgung von Kindern und Jugendlichen an das Universitätsklinikum Hamburg-Eppendorf der Universität Hamburg. 2025 wurde sie als Mitglied in die Deutsche Akademie der Naturforscher Leopoldina aufgenommen.

## Forschung
Ravens-Sieberers Forschungsschwerpunkte liegen in der Erforschung der psychischen Gesundheit und dem Wohlbefinden von Kindern und Jugendlichen. Dabei konzentriert sie sich durch die Durchführung nationaler und internationaler Studien auf die gesundheitsbezogene Lebensqualität und psychische Auffälligkeiten von Kindern und Jugendlichen. In Kooperation mit dem Robert Koch-Institut führt sie seit 2003 die nationale BELLA-Längsschnittstudie durch, die als Modul zur psychischen Kinder- und Jugendgesundheit der KiGGS-Studie durchgeführt wird. Zudem führt sie seit 2007 in Zusammenarbeit mit der Weltgesundheitsorganisation die internationale Health Behaviour in School-aged Children (HBSC)-Studie durch. Seit 2020 führt sie zudem die COPSY-Längsschnittstudie, um die psychische Gesundheit von Kindern und Jugendlichen während der COVID-19-Pandemie und in Zeiten globaler Krisen zu analysieren. Erste Ergebnisse dieser Studie zeigen, dass die psychische Belastung von Kindern und Jugendlichen zugenommen hat.